# Motywacja
Motywacja (z łac. motivus „ruchomy” od motus „ruch”) – stan gotowości do podjęcia określonego działania, wzbudzony potrzebą zespół procesów psychicznych i fizjologicznych, określający podłoże zachowań i ich zmian. Wewnętrzny stan człowieka, mający wymiar atrybutowy. Motywacja wynika z interakcji zarówno świadomych, jak i nieświadomych czynników. Opanowanie motywacji pozwalającej na trwałe i przemyślane działanie ma kluczowe znaczenie dla osiągnięcia wysokiego poziomu umiejętności, np. w sztuce, medycynie, sporcie, nauce.
Procesy motywacyjne ukierunkowują zachowanie jednostki na osiągnięcie określonych, istotnych dla niej stanów rzeczy, kierują wykonywaniem pewnych czynności tak, aby prowadziły do zamierzonych wyników (zmiana warunków zewnętrznych, zmiana we własnej osobie, zmiana własnego położenia). Jeśli człowiek jest świadomy wyniku wykonywanych czynności, wówczas ten wynik nazywa się celem. Proces motywacyjny składa się z zespołu pojedynczych motywów. Motywem nazwać zaś można przeżycie pobudzające człowieka do działania lub powstrzymujące go, lub przeszkadzające jego wykonaniu.
Motywacja w pracy – pracodawcy widząc, że zwiększenie działań mających na celu podniesienie motywacji pracowników przynosi lepsze efekty ich pracy jako jeden z wielu elementów stosują benefity jako narzędzia motywacyjne pozapłacowe oraz poprzez tradycyjne narzędzia – wynagrodzenia. Mimo dyskusyjnej roli wynagradzania finansowego w procesie motywowania obecnie istnieje konsensus, iż wynagrodzenie (w formie pieniężnej) jest dość silnym, ale nie jedynym czynnikiem motywującym do pracy. Dodatkowo pozafinsowymi czynnikami tworzącymi potencjał motywacyjny pracy zgodnie z Modelem Charakterystyk Pracy pracy sa: Różnorodność wykorzystywanych w pracy umiejętności (ang. skill variety), utożsamianie się z wynikiem zadania (ang. task identity), znaczenie zadań (ang. task significance), autonomia zawodowa (ang. autonomy), informacje zwrotne o wynikach pracy (ang. feedback).

## Proces motywacyjny
- wzbudzanie energii;
- ukierunkowywanie wysiłku na cel;
- selektywność uwagi w stosunku do bodźców – zwiększenie wrażliwości na bodźce istotne;
- zorganizowanie reakcji w zintegrowany wzorzec;
- kontynuowanie czynności, dopóki warunki, które ją zapoczątkowały, nie ulegną zmianie;
- pobudzenie emocjonalne – uczucia dodatnie (w przypadku realizacji zamierzeń) lub ujemne (w przypadku niespełnienia).

Według psychologa Janusza Reykowskiego napięcie motywacyjne pojawia się, gdy podmiot dostrzeże stan rzeczy, który mógłby zredukować napięcie, a także gdy wytwarza się u niego przeświadczenie, że wartość gratyfikacji da się osiągnąć.
Wzrost motywacji może wynikać ze wzrostu, do pewnego poziomu, prawdopodobieństwa sukcesu lub porażki w działaniu mającym na celu osiągnięcie wyniku. Motywacja będzie miała maksymalne natężenie, gdy prawdopodobieństwo sukcesu i porażki będzie równe. Poziom motywacji zależy też od wysiłku i ryzyka związanego z daną czynnością. Początkowy wzrost wysiłku i ryzyka zwiększa motywację jednostki, przy ich dalszym wzroście proces ten osiąga optymalny poziom, następnie malejąc aż do wartości ujemnych.

## Rodzaje motywacji
- wewnętrzna[6]– aktywizacja następuje, gdy człowiek dąży do zaspokojenia swoich potrzeb[7]

Motywacja wewnętrzna – „tendencja do podejmowania i kontynuowania działania ze względu na jego treść. Cechą określającą motywację wewnętrzną jest ciekawość, czynnikami motywującymi są właściwości będące wynikiem wzajemnego porównywania bodźców docierających do jednostki aktualnie bądź zakodowanych w strukturach pamięciowych: wieloznaczność, niewyraźność, nowość, złożoność, dziwność, niezgodność.
- zewnętrzna – polega na wzbudzeniu potrzeb przez stosowanie kar i nagród, informowaniu o możliwościach zawartych w różnego rodzaju sytuacjach i manipulowaniu tymi możliwościami

Motywacja zewnętrzna – „tendencja do podejmowania i kontynuowania działań ze względu na pewne konsekwencje, do których one prowadzą (uzyskanie nagrody lub innej uchwytnej korzyści), związana z poczuciem, że przyczyna i kontrola działania ma charakter zewnętrzny i nie jest zależna od jednostki”
Motywacja negatywna, zwana ujemną, to mechanizm oparty na różnego rodzaju karach, związany z zachowaniem typu „dążenie od”, który opiera się na unikaniu. Im bliższa jest kara, tym bardziej widoczny jest unik. Powoduje ona u pracownika lęk przed utratą m.in. stanowiska, wysokości dotychczasowej pensji bądź nawet pracy, a tym samym mobilizuje do efektywniejszych działań, głównie w celu uniknięcia kary.
Motywacja pozytywna, zwana dodatnią, oparta jest na dodatnich wzmocnieniach. Związana z zachowaniem „dążenia do”, które jest tym silniejsze im bliższa jest droga do zapowiedzianej nagrody. Motywacja pozytywna ma umożliwić człowiekowi osiągnięcie lepszego niż dotychczas poziomu zaspokojenia potrzeb.

## Motywacja zespołowa
Motywację można rozpatrywać nie tylko w aspekcie jednostki, ale także zespołu. Motywowanie grupy ludzi to przedmiot rozważań i samodoskonalenia profesjonalnych managerów i szefów zespołów.
Główne czynniki motywacji:
- Poczucie zadowolenia z dobrze wykonanego zadania.
- Rozwiązania pewnych problemów.
- Oglądanie rezultatów swej pracy.
- Wszelkie akty wyrażające uznanie, docenienie lub choćby zauważenie.
- Takie zmiany w organizacji, które umożliwiają rozwój zawodowy.
- Szanse poznania i wykorzystania nowych umiejętności oraz poszerzenia wiedzy zawodowej.
- Awanse.
- Obarczanie rzeczywistą odpowiedzialnością połączone z przydzieleniem władzy koniecznej do wywiązania się z niej[9].

## Zwiększanie motywacji[10]
- Deklaracja innym tego, co mamy zrobić. Czyniąc to, angażujemy własne ja. Niepodjęcie działania, bądź niewykonanie zadeklarowanego zadania może wywołać w nas dysonans – nieprzyjemne napięcie – wynikający z niezgodności tego co zapowiedzieliśmy, że zrobimy (działanie) z tym co robimy (brak działania). Zaistniałe napięcie motywuje nas do jego usunięcia. Najkorzystniejsze dla nas jest podjęcie działania. Jeżeli tego nie zrobimy, może ucierpieć nasza samoocena oraz nie będziemy w stanie usunąć dysonansu, gdyż mamy świadków naszego niepowodzenia.
- Analiza celów. Podstawowa czynność. Jeśli wiemy, co jest dla nas naprawdę ważne i na czym nam zależy, łatwiej nam jest się za to zabrać. Jeżeli dane zadanie jest dla nas bardzo istotne, może to wzbudzić w nas motywację wewnętrzną, czyli tendencję do podejmowania i kontynuowania działania ze względu na samą treść tej aktywności. Oznacza to, że samo działanie będzie dla nas ważne i nagradzające, a zewnętrzna nagroda będąca konsekwencją tego działania odegra mniejszą rolę.
- Zaplanowanie nagrody za wykonanie celu. Łatwo jest zaplanować sobie przyjemną nagrodę za wykonanie zadania. Motywuje to również do pracy, ponieważ kieruje nasze myśli na oczekiwaną nagrodę, a nie na trudy podejmowanego działania. Pozytywne myśli i uczucia względem nagrody mogą zostać przeniesione na myśli i uczucia względem działania. Działanie, które początkowo było nieprzyjemne, może stać się dla nas czymś pozytywnym.
- Wizualizacja celu – twórcze wykorzystanie wyobraźni. Dobrze jest wyobrazić sobie, co ma zostać zrobione, co chcemy osiągnąć. Dzięki wizualizacji możemy przekształcić abstrakcyjny cel w żywy, realny obraz.
- Analiza negatywnych konsekwencji niezrealizowania celu. Negatywne konsekwencje są swego rodzaju stratą, a ludzie nie lubią tracić. Świadomość tego, że nie podejmując danego działania narażamy się na pewną stratę może zachęcić nas do podjęcia tego działania i uniknięcia owej straty.
- Analiza pozytywnych konsekwencji zrealizowania celu. Świadomość tego, jakie korzyści możemy mieć z podjęcia działania, a zarazem co stracimy (nie doświadczymy tych pozytywnych konsekwencji) może mieć wpływ motywujący.
- Gwarancja 5 minut – najtrudniejszy jest pierwszy krok, trzeba po prostu zacząć. Pierwsze 5 minut jest najważniejsze, jeśli już coś zaczniemy robić, łatwiej jest to kontynuować. Jeśli rozpoczęcie działania będziemy ciągle odkładać na później (o kolejne 5 minut itd), to prawdopodobnie nie wykonamy go w ogóle.
- Rozpoczęcie zadania od czegoś prostego. Jeżeli zaczniemy od czegoś prostego, bardzo prawdopodobne, że na początku naszego działania osiągniemy sukces, a to zachęci nas do dalszej pracy. Jeśli zaczniemy od czegoś trudnego, możemy ponieść porażkę, która zniechęci nas do kolejnych działań.
- Metoda szwajcarskiego sera – duże zadanie do wykonania, to duży kawałek sera bez dziur. Z tego zadania można wyodrębnić mniejsze zadania, które są proste, mechaniczne i zajmują nie więcej niż 5–10 minut. W wolnych chwilach można zacząć od wykonywania właśnie tych zadań (zawsze można znaleźć kilka wolnych minut w ciągu dnia, po co je tracić?). Pracując tą metodą, w końcu przekonamy się, że duże zadanie („duży kawałek sera”) stanie się serem szwajcarskim, który ma więcej dziur niż sera. Dziury te to już wykonane małe zadania.
- Podniesienie znajomości przedmiotu. Łatwiej zabrać się do robienia czegoś, o czym dużo wiemy, bo wtedy zadanie nie wydaje się takie trudne. To samo zadanie dla kompletnego laika w danej dziedzinie może jawić się jako niewykonalne, co zniechęci go do działania. Znajomość przedmiotu umożliwia lepszą organizację działania, pozwala na wydzielenie z dużego zadania mniejszych (patrz: punkt poprzedni), które można szybko wykonać, dzięki czemu efektywniej wykorzystujemy czas i nasze umiejętności. Wszystko to uprawdopodabnia sukces, a chętniej zabieramy się za to, co kończy się pozytywnie.
- Odpowiedni stopień trudności[11]. Zwiększanie motywacji powinno odbywać się poprzez odpowiedni stopień trudności. Jeśli zadanie będzie zbyt łatwe spowoduje to szybkie znudzenie, jeśli będzie natomiast zbyt trudne poczujemy zniechęcenie.